# Field goal

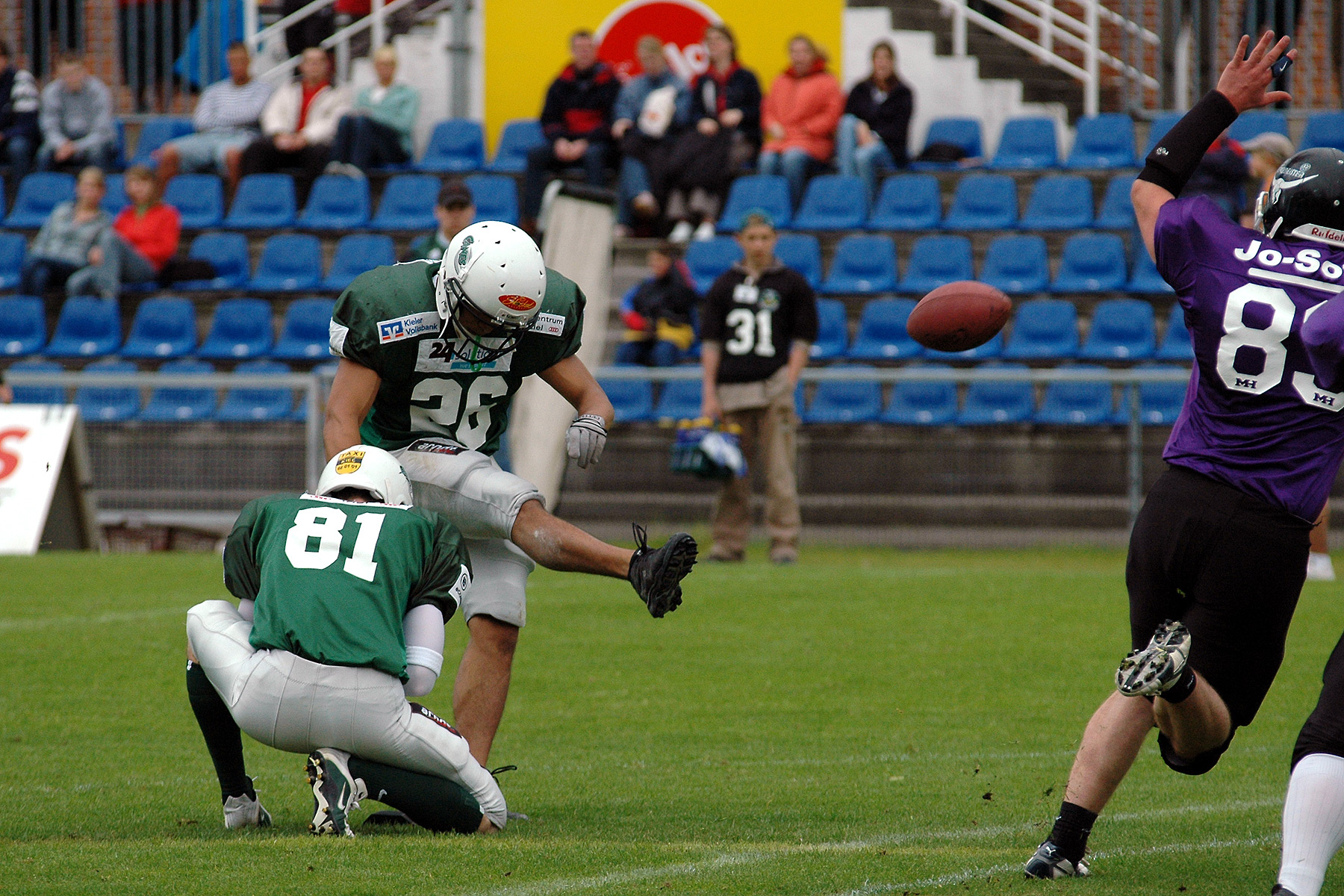
Um field goal sendo executado.

Um field goal (gol de campo ou golo de campo em português) é uma forma de pontuar no futebol americano, na qual, em vez de se passar a bola a um quarterback, ela é passada a um placeholder, que a segura junto ao chão de forma que um kicker possa executar o chute, fazendo-a passar entre os postes do gol (por vezes conhecidos como "uprights"). O acerto vale três pontos no placar.

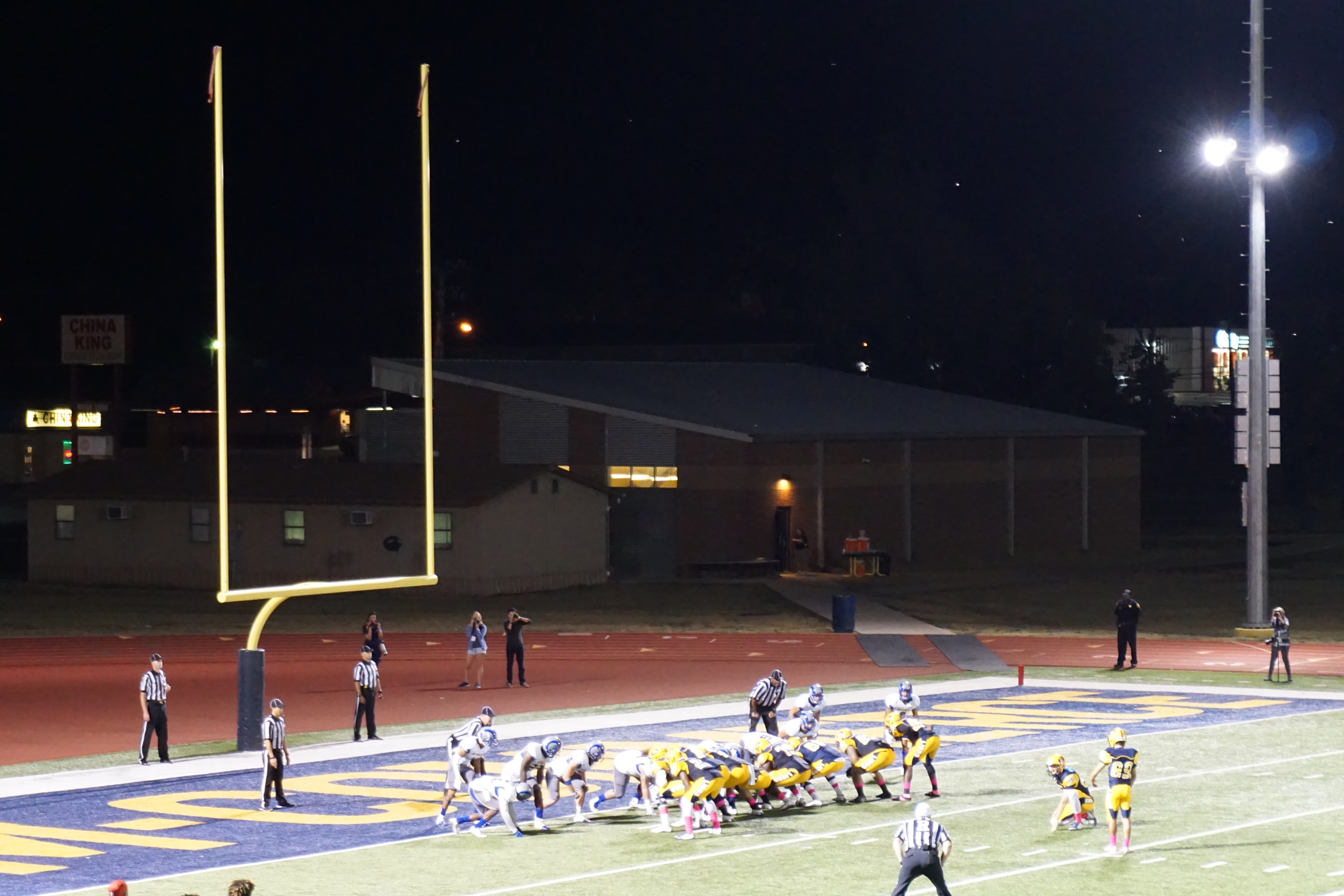
Um time de futebol americano se preparando para chutar um field goal através dos postes, visíveis à esquerda

Esta tentativa acontece, geralmente, numa situação de quarto down (ou "decida"), em que seja pouco provável conseguir um novo primeiro down ou um touchdown, mas em que seja desejável conseguir o máximo de pontos possível. O atual recorde de field goal mais longo na National Football League (NFL) é de 66 jardas, conseguido pelo kicker Justin Tucker, jogando pelo Baltimore Ravens, feito em 26 de setembro de 2021, superando o recorde de oito anos conquistado pelo também chutador Matt Prater, do Denver Broncos, que era de 64 jardas. Cinco jogadores dividem a terceira melhor marca com um chute de 63 jardas: Tom Dempsey em 1970, por Jason Elam em 1998, Sebastian Janikowski em 2011, David Akers em 2012 e Brett Maher em 2019.
O recorde actual na Divisão 1-A da NCAA (futebol universitário) é de 67 jardas e está na posse de três pessoas:
- Russel Erxleben a 10 de Outubro de 1977
- Steve Little em 15 de Outubro de 1977
- Joe Williams em 21 de Outubro de 1978